# Jaŭhen Karalëŭ
Jaŭhen Aljaksandravič Karalëŭ (in bielorusso Яўген Аляксандравіч Каралёў?; 26 marzo 1991) è un tuffatore bielorusso. Ha vinto la medaglia d'argeno nella piattaforma 10 metri in coppia con Vadzim Kaptur ai Campionati europei di nuoto di Berlino 2014.

## Palmarès
- Campionati europei di nuoto

Berlino 2014: argento nel sincro 10 m.